# Opisthotropis jacobi
Opisthotropis jacobi är en ormart som beskrevs av Angel och Bourret 1933. Opisthotropis jacobi ingår i släktet Opisthotropis och familjen snokar. Inga underarter finns listade i Catalogue of Life.
Denna orm förekommer i sydöstra Kina i provinsen Yunnan och i norra Vietnam. Arten lever i kulliga områden och i bergstrakter mellan 500 och 1500 meter över havet. Individerna vistas i skogar och i angränsande landskap. De hittas ofta vid vattendrag. Födan utgörs av fiskar, groddjur, kräftdjur och daggmaskar. Honor lägger ägg.
Det är inget känt om populationens storlek och möjliga hot. IUCN kategoriserar arten globalt som otillräckligt studerad.